# Antonio Gutiérrez de Otero y Santayana
Antonio Gutiérrez de Otero y Santayana (1729. május 8. – 1799. május 14.) spanyol altábornagy elsősorban az 1797-ben lezajlott Santa Cruz de Tenerife-i csatában Nelson admirális felett aratott győzelméről nevezetes.

## Élete, pályafutása
A Kasztíliai királyságban lévő Aranda de Dueróban született.  Apja a katonaságban szolgált, és Gutiérrez az ő nyomdokaiba lépve hétéves korában kadétnak jelentkezett a spanyol hadseregbe.
Az Olaszországban, a Falkland-szigeteken és Algériában zajló spanyol katonai hadjáratokban, illetve Martín Alvarez tábornok irányítása alatt Gibraltár blokádjában vett részt .  Gutiérrez szolgált Menorca szigetének kormányzójaként is.
1791-ben nevezték ki a Kanári-szigetek katonai kormányzójává, és ezt a pozíciót 1791 január 31-én foglalta el. Elődje ebben a beosztásban Miguel de la Grúa Talamanca, Branciforte őrgrófja volt.
1797 során Gutiérrez asztmás rohamoktól szenvedett, de sikeresen visszaverte a Horatio Nelson által vezetett brit csapatok Santa Cruz de Tenerife elleni támadását. Nelson itt vesztette el fél karját, a támadók 226 halottat hagytak hátra. Gutiérrez megengedte, hogy a britek fegyverben, katonai tiszteletadás mellett távozzanak.
Eme győzelem eredményeként Gutiérrezt IV. Károly spanyol király az Alcántarai rend Encomienda of Esparragal kitüntetését adományozta.
Gutiérrez egészsége tovább romlott, és 1799 április 22-én bénulásos rohamot szenvedett el Ez év május 14-én halt meg Santa Cruz de Tenerife városában, és Idősebb Jakab apostol (Apóstol Santiago) templomában temették el a város La Concepción plébániájában.